# Persepolis Teheran FC

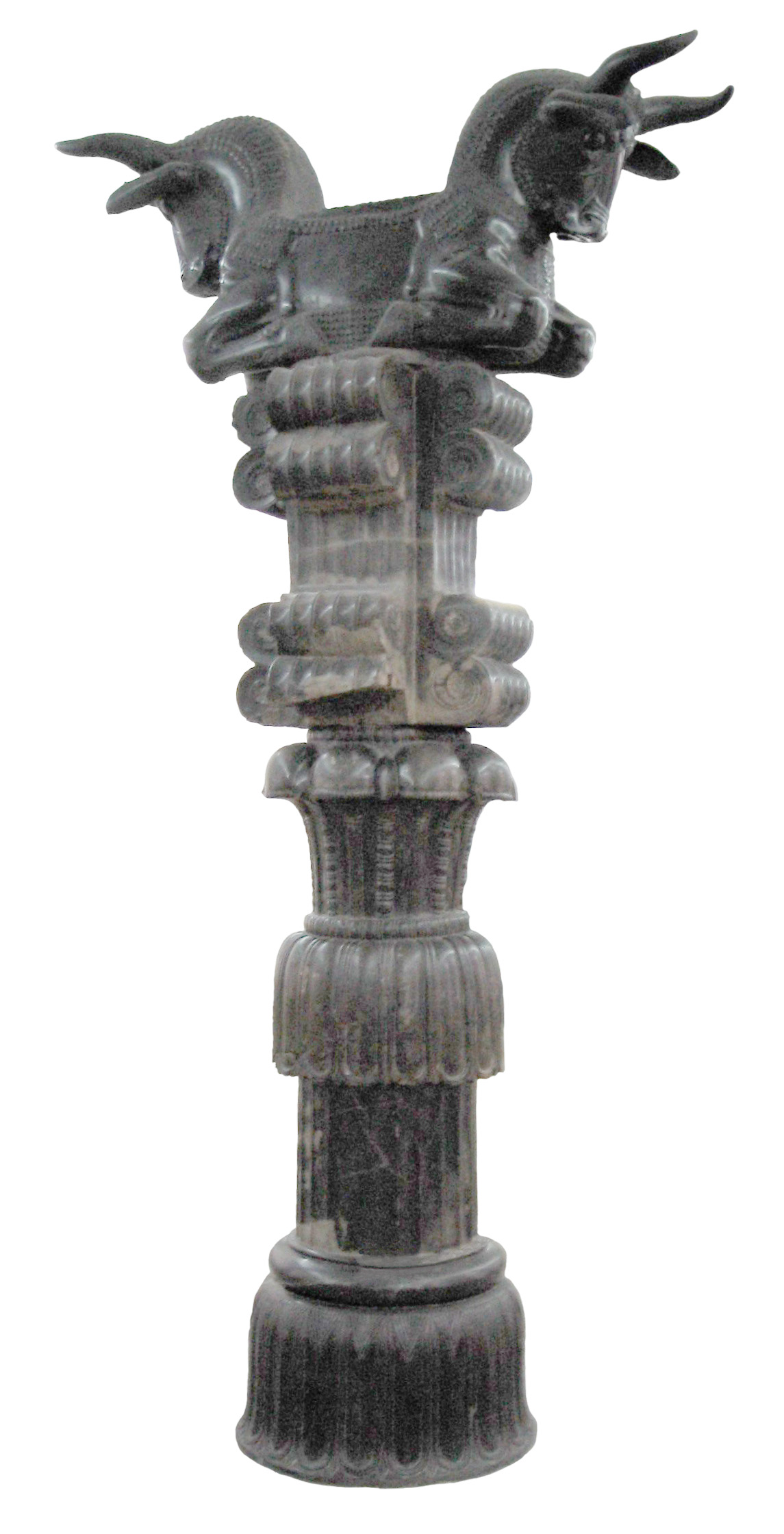
Den historiska kolonnen från Persepolis är klubbens symbol.

Persepolis Teheran är en fotbollsklubb i Teheran, grundad 1963. Klubben spelar på arenan Azadi, med kapacitet för 100000 personer.
Bland Persepolis främsta spelare genom tiderna märks  Parviz Dehdari, Masoud Boroumand, Homayoun Behzadi, Jafar Kashani, Hossein Kalani, Hamid Shirzadegan, Ali Parvin, Ali Karimi, Ali Daei, Nasser Mohammadkhani, Behrouz Soltani, Mehdi Mahdavikia, Ali Karimi och Irans i särklass bästa målvakt genom tiderna Ahmad Reza Abedzadeh.
Persepolis har vunnit IPL-ligan nio gånger.